# Druk Desi

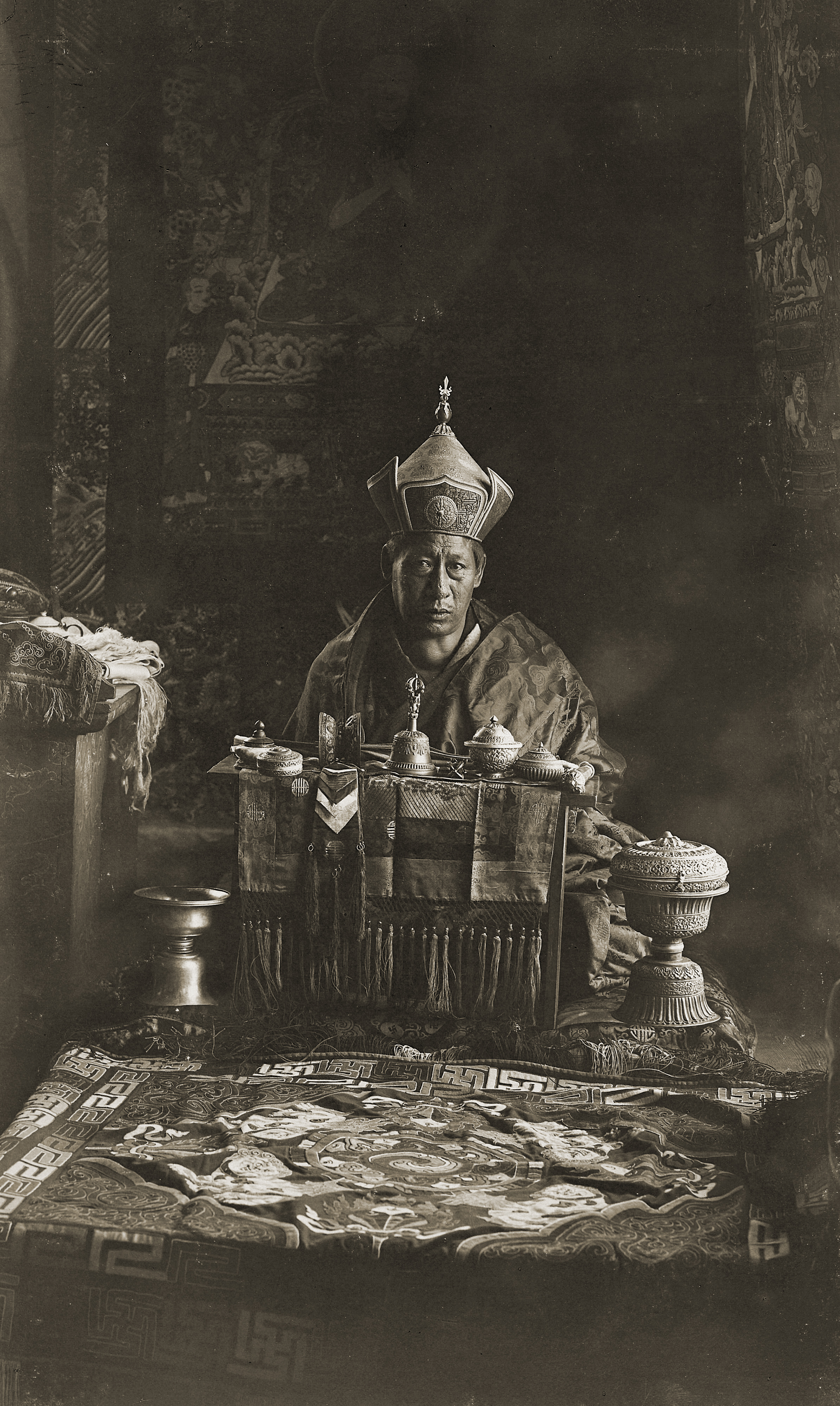
Choley Yeshe Ngodub, último Druk Desi, gobernó Bután entre 1903 y 1905.

Druk Desi (Dzongkha: འབྲུག་ སྡེ་; Wylie: 'brug sde-srid, también llamado «Deb Raja») era el título de los gobernantes seculares administrativos de Bután bajo el sistema de gobierno dual entre los siglos XVII y XIX. Bajo este sistema, la autoridad del gobierno se dividió entre líderes seculares y religiosos, ambos unificadas bajo la autoridad nominal del Shabdrung Rinpoche. Druk, que significa «dragón del trueno», se refiere simbólicamente a Bután, cuyo nombre más antiguo es Druk-yul. Desi, que significa «regente», era el principal cargo secular en los reinos bajo este sistema de gobierno.

## Historia
En Bután, el cargo de Druk Desi fue establecido por Shabdrung Ngawang Namgyal en el siglo XVII bajo el sistema dual de gobierno. Habiendo huido de la persecución sectaria en el Tíbet, Ngawang Namgyal estableció el linaje Drukpa como la religión del Estado. Bajo el sistema butanés, los poderes del gobierno se dividieron entre la rama religiosa encabezada por un Je Khenpo del linaje Drukpa y la rama administrativa civil encabezada por el Druk Desi. Tanto el Je Khenpo como el Druk Desi estaban bajo la autoridad nominal del Shabdrung Rinpoche, una reencarnación de Ngawang Namgyal.
El Druk Desi era un monje o un miembro de la laicidad: para el siglo XIX, generalmente el último, era elegido por un período de tres años, inicialmente por un consejo monástico y más tarde por el Consejo de Estado (Lhengye Tshokdu). El Consejo de Estado era un órgano administrativo central que incluía gobernantes regionales, los chambelanes del Shabdrung y el Druk Desi. Con el tiempo, el Druk Desi quedó bajo el control político de la facción más poderosa de los administradores regionales del Consejo de Estado. El Shabdrung era el jefe de Estado y la máxima autoridad en asuntos religiosos y civiles.
El asiento del gobierno central estaba durante la primavera, el verano y el otoño en Timbu, el sitio de un dzong del siglo XIII. La capital invernal estaba en Punakha, un dzong establecido al noreste de Timbu en 1527. El reino estaba dividido en tres regiones (este, centro y oeste), cada una con un penlop (gobernador) designado, desempeñando su cargo en un dzong mayor. Los distritos estaban encabezados por dzongpens (oficiales de distrito), que tenían su cuartel general en dzongs menores. Los penlops eran una combinación de recaudadores de impuestos, jueces, comandantes militares y agentes de compras para el gobierno central. Sus principales ingresos provenían del comercio entre el Tíbet y la India y de los impuestos a la propiedad.
Se cree que la muerte de Ngawang Namgyal en 1651 se ocultó durante unos 50 años mientras las autoridades buscaban un sucesor a partir de su reencarnación. Al principio el sistema persistió, sin embargo, el Druk Desi gradualmente fue ganando más poder político, produciéndose guerras civiles. Una vez que se encontró una reencarnación, el Druk Desi no estaba dispuesto a desprenderse del poder adquirido, y el poder del Shabdrung declinó gradualmente. Del mismo modo, el Druk Desi también perdió el control sobre los gobernantes locales y penlops. El país se convirtió en varias regiones semiindependientes bajo el control de penlops. En la práctica, el Shabdrung solía ser un niño bajo el control del Druk Desi, y los penlops regionales solían administrar sus distritos desafiando al Druk Desi.
La Constitución de Bután, promulgada en 2008, confirma el compromiso del país con el sistema dual de gobierno. Sin embargo, el título de Druk Desi nunca aparece mencionado en la Carta Magna, y todos los poderes administrativos se confieren directamente al Druk Gyalpo y a las oficinas civiles. Además, el Druk Gyalpo designa al Je Khenpo con la asesoría de los Cinco Lopones (maestros eruditos), sin haber ninguna referencia al cargo de Shabdrung.